# Long Đình
Long Đình (龙亭区) Hán Việt: Long Đình khu) là một quận thuộc địa cấp thị Khai Phong (开封市), tỉnh Hà Nam, Cộng hòa Nhân dân Trung Hoa. Quận này có diện tích 92 km2, dân số năm 2005 là 120.000 người. Quận này có các đơn vị hành chính gồm 5 nhai đạo (Lương Uyển, Bắc Đạo, Đại Hưng, Ngưu Triều và Bắc Thư Điếm), 3 hương (Thủy Đao, Bắc Giao và Liễu Viên Khẩu).